# 黄観
黄観（こう かん、1364年 - 1402年）は、明初の官僚。江浙行省池州府貴池県（現在の安徽省貴池県）の人。原姓は許（きょ）、字は伯瀾（はくらん）あるいは尚賓（しょうひん）。壬午殉難に際して自害。万暦年間に文貞（ぶんてい）の諡を追贈された。

## 生涯
黄家の血筋ではあるが、父が許氏に入贅したために許姓の者として生まれた。洪武年間に国子監に入った。両親の墓を描いた絵を携え、取り出して拝礼するたびに涙を流していたという。洪武24年（1391年）の会試・殿試ではともに首席での合格（会元・状元）となり、翰林院修撰の官を授けられた（もっぱら『明史』巻143黄観伝の記述に拠ったが、疑問点もある。#伝説も参照）。洪武29年（1396年）には礼部右侍郎に昇進し、姓を黄に戻した。
建文元年（1399年）、官制が改められて尚書と侍郎の間に侍中の位が設けられると、黄観は右侍中に任ぜられ、方孝孺らとともに建文帝に仕えた。靖難の変後期において南京に危機が迫ると、勤王のための兵を募ったが、安慶まで行軍した時点で朱棣が南京を落としたことを知った。黄観は「節操の堅い妻のことだ、きっと自害しただろう」と慨嘆すると、自らも朝服を纏って羅刹磯の急流に身を投げた。『明史紀事本末』によれば、船頭が慌てて引き上げようとしたが官帽しか回収できず、永楽帝は馬草で作った人形にその官帽をかぶせて市に晒したという。
万暦24年（1596年）、監察御史であった龔文選の上奏により、文貞と追諡された。

## 伝説
黄観は科挙の6つの試験（県考、府考、院考、郷試、会試、殿試）ですべて首席合格し、人々は「三元ならば他にもいるが、六首（6つの首席）とは聞いたことがない」と感嘆したという話がある。
しかし、会試・殿試については『明史』黄観伝などに記述があるが、郷試で首席合格（解元）だったという記述は『明史』『太学志』『弇山堂别集』『罪惟録』および安徽地方志のいずれにもない（『罪惟録』は第二位で合格したとする）。一方、『玉堂叢語』は、解元と状元を両立した者の一人として黄観の名を挙げている。また、郷試を受けた年もはっきりしない。『太学志』『南雍志』『罪惟録』は黄観が合格したのは洪武17年の郷試であると説くが、『明史』斉泰伝によれば、洪武17年の解元は斉徳（のちの斉泰）であって黄観ではない。
また、黄観が建文帝に忠義を尽くしたことを憎んだ永楽帝が、三元六首の栄誉を奪うため科挙の公式記録から黄観の名を抹消し、代わりに韓克忠を状元としたという話もあるが、韓克忠は黄観よりも遅い洪武30年の状元である。